# Fioravanti (boisson)
 (signalé en juin 2025).
Si vous disposez d'ouvrages ou d'articles de référence ou si vous connaissez des sites web de qualité traitant du thème abordé ici, merci de compléter l'article en donnant les références utiles à sa vérifiabilité et en les liant à la section « Notes et références ».
- Archive Wikiwix
- Bing
- Cairn
- DuckDuckGo
- E. Universalis
- Gallica
- Google
- G. Books
- G. News
- G. Scholar
- Persée
- Qwant
- (zh) Baidu
- (ru) Yandex
- (wd) trouver des œuvres sur Wikidata

 (janvier 2024).
Si vous disposez d'ouvrages ou d'articles de référence ou si vous connaissez des sites web de qualité traitant du thème abordé ici, merci de compléter l'article en donnant les références utiles à sa vérifiabilité et en les liant à la section « Notes et références ».
Pour les articles homonymes, voir Fioravanti.
La Fioravanti est une boisson gazeuse légère à base de fruits apparue en 1878 en Équateur. Son succès commercial comme boisson légère la fait acquérir en 1991 par Coca-Cola Company. 
C'est une boisson gazeuse aromatisée aux fruits. La saveur principale est la fraise. Elle existe également avec l'arôme pomme. En 2001, l' arôme raisin a été introduit, mais il n'a duré qu'un an et a été retiré du marché. Une saveur à l'ananas a aussi été tentée, mais sans succès sur le marché équatorien. 
En Équateur, boire du Fioravanti,  communément connu sous le nom de Strawberry Fiora et Apple Fiora, est presque considéré comme une tradition.

## Contexte
La Fioravanti est une boisson originaire de Guayaquil. Les familles Fioravanti et Peré décrivent le développement de cette boisson gazeuse, née en 1878, et qui appartient aujourd'hui à la multinationale The Coca-Cola Company, qui la vend également en Espagne.
C'est une des plus anciennes boissons d'Amérique [réf. nécessaire], antérieure même à Coca-Cola, né aux États-Unis en 1886.
Il y a plusieurs pièces dans ce puzzle historique. Les premières sont deux dates de naissance et deux familles, l'une responsable de son origine et l'autre du développement de la marque, depuis plus de 19 ans elle est entre les mains de The Coca-Cola Company. Mis en bouteille par l'Ecuador Bottling Company jusqu'en 2010 ; plus tard par la société d'embouteillage ARCA depuis 2011.
Fioravanti existe depuis 1878. La même date est donnée par Alejandro et Luis Peré Cabanas, membres de la famille à laquelle Francisco Calderón Alvarado l'a vendu en 1940. Auparavant, Calderón l'avait acheté à l'Italien Juan F. Fioravanti, cousin de Giuseppe Fioravanti, comme l'a précisé José Fioravanti, le petit-fils de ce dernier.
L'historien Guillermo Arosemena donne une autre date: En 1881, Juan F. Fioravanti, dans le quartier d'Astillero , ouvrit une usine de sodas, eaux minérales et sirops de toutes sortes, dont le soda le plus vendu était Chinchiví. En 1901, l'édifice brûla et Fioravanti dut repartir de zéro. Et en 1912, Giovanni Fioravanti acquiert l'usine de soude d'Agostino Mórtola de Benardi, située là où se trouve aujourd'hui la bibliothèque municipale.
Arosemena, dans son histoire de l'industrie des boissons en bouteille et alcoolisées, ne souligne pas que Fioravanti est la plus ancienne cola d'Amérique, comme le prétend Alejandro Peré. Cela indique seulement que la production de Coca-Cola a commencé dans la ville depuis les années 1940.

## Commercialisation internationale
La Fioravanti est présent dans des pays comme l'Angleterre, le Chili, les États-Unis, l'Italie, l'Allemagne, la France, le Brésil et l'Espagne.

## Galerie

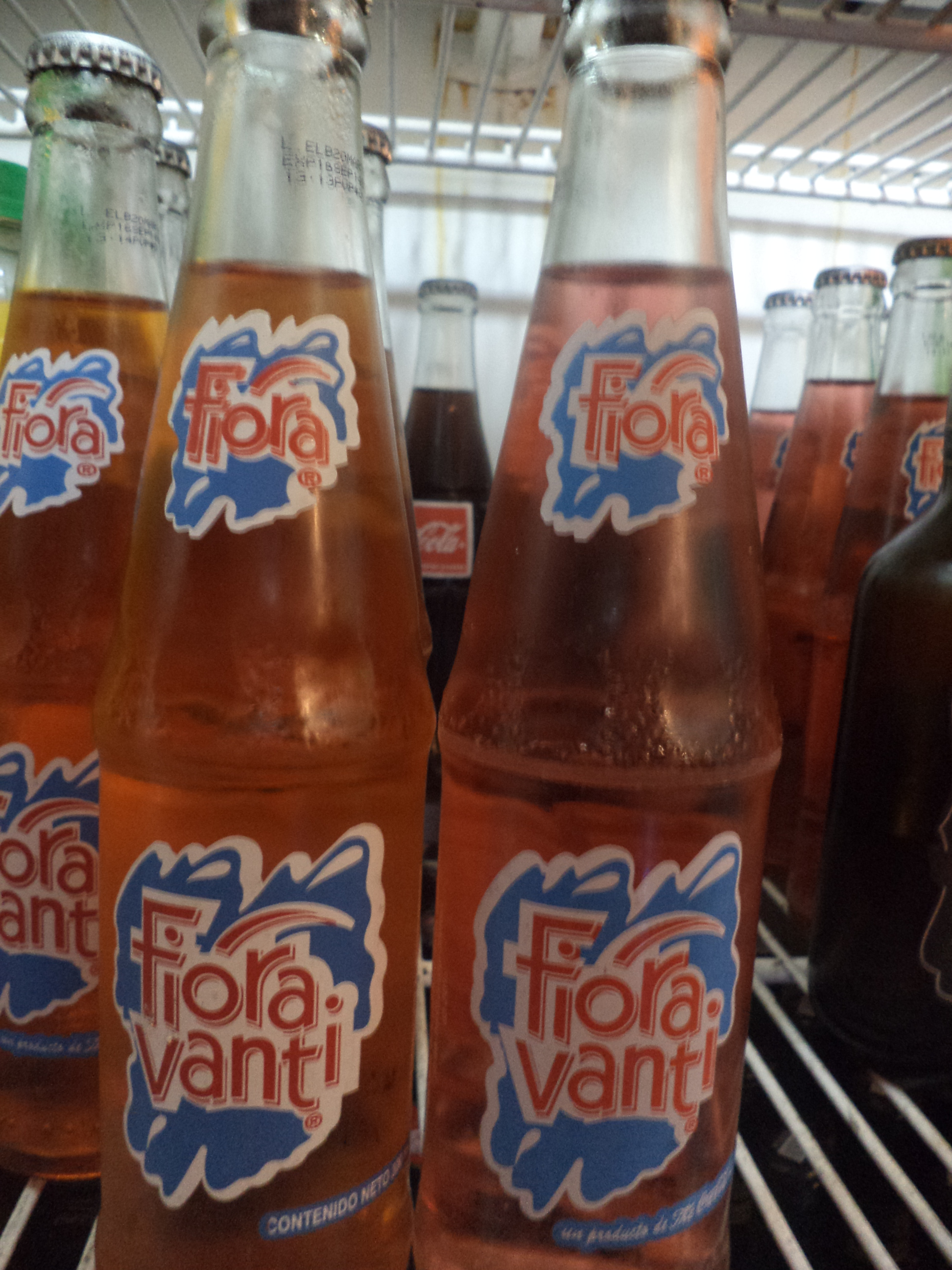
La Fioravanti dans une bouteille en verre de 300 ml.